# STS-51-F
La STS-51-F è una missione spaziale del Programma Space Shuttle.
È stata la diciannovesima missione del programma Shuttle e l'ottava che ha visto volare la navetta Challenger.
Il lancio ebbe luogo il 29 luglio del 1985, dopo che il decollo previsto per il 12 luglio era stato sospeso a T-3 secondi dopo l'accensione degli SSME per un problema riscontrato in essi. Anche il secondo lancio incontrò problemi, questa volta a causa dei motori principali. Fu l'unica missione shuttle a dover utilizzare una procedura di emergenza in fase di decollo, più precisamente una "ATO" (Abort To Orbit), che gli permise comunque di raggiungere un'orbita stabile più bassa.
Il rientro si ebbe il 6 agosto, alle 12:45:26 p.m. PDT, atterrando alla Edwards Air Force Base, in California. La navetta fece poi ritorno al Kennedy Space Center l'11 agosto.
La missione fu molto pubblicizzata per via del  Carbonated Beverage Dispenser Evaluation un distributore di bevande gassate sponsorizzato dalla Coca-Cola e dalla Pepsi, messo a bordo della navetta.

## Equipaggio
- C. Gordon Fullerton (2) - Comandante
- Roy D. Bridges, Jr.  - Pilota
- F. Story Musgrave (2) - Specialista di missione
- Anthony W. England  - Specialista di missione
- Karl G. Henize  - Specialista di missione
- Loren W. Acton
- John-David F. Bartoe

Tra parentesi il numero di voli spaziali completati da ogni membro dell'equipaggio, inclusa questa missione.

## Parametri della missione
- Massa:
  - Navetta al lancio: 114.590 kg
  - Navetta al rientro:   98.307 kg
  - Carico utile: 15.603 kg
- Perigeo: 203 km
- Apogeo: 337 km
- Inclinazione orbitale: 49.5°
- Periodo: 1 ora, 29 minuti, 54 secondi

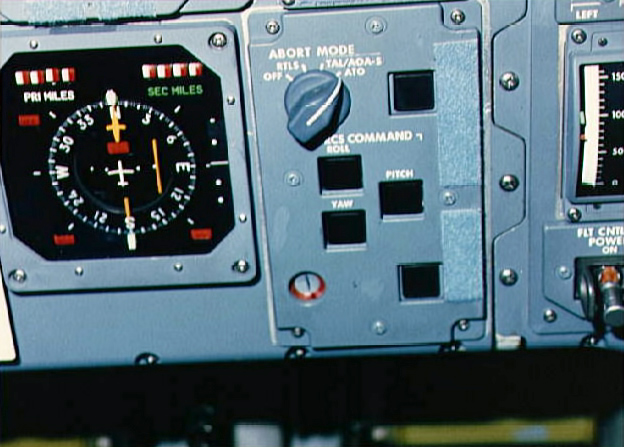
Il pannello comandi del Challenger in modalità ATO.